# Kålgårdsparken
Kålgårdsparken är en park, som anläggs i etapper sedan början av 2000-talet i stadsdelen Kålgården mellan Munksjön och Rocksjön i Jönköping.
Parken gränsar till Rocksjöns naturreservat. Den ligger mellan en planerad förlängning av John Bauersgatan västerut till Kålgårdsrondellen och gränsen till naturreservatet nära Rocksjöån.
Parken byggs ovanpå en tidigare deponi. Marken var ett utfyllnadsområde, som under 1900-talets första hälft utgjorde avfallsupplag för hushållssopor och industriavfall och som senare fyllts på med överskottsmassor.
Idag (2024) finns i området en av Jönköpings kommuns två hundrastgårdar samt en av stadens största lekplatser.